# Stadtarchiv Dresden

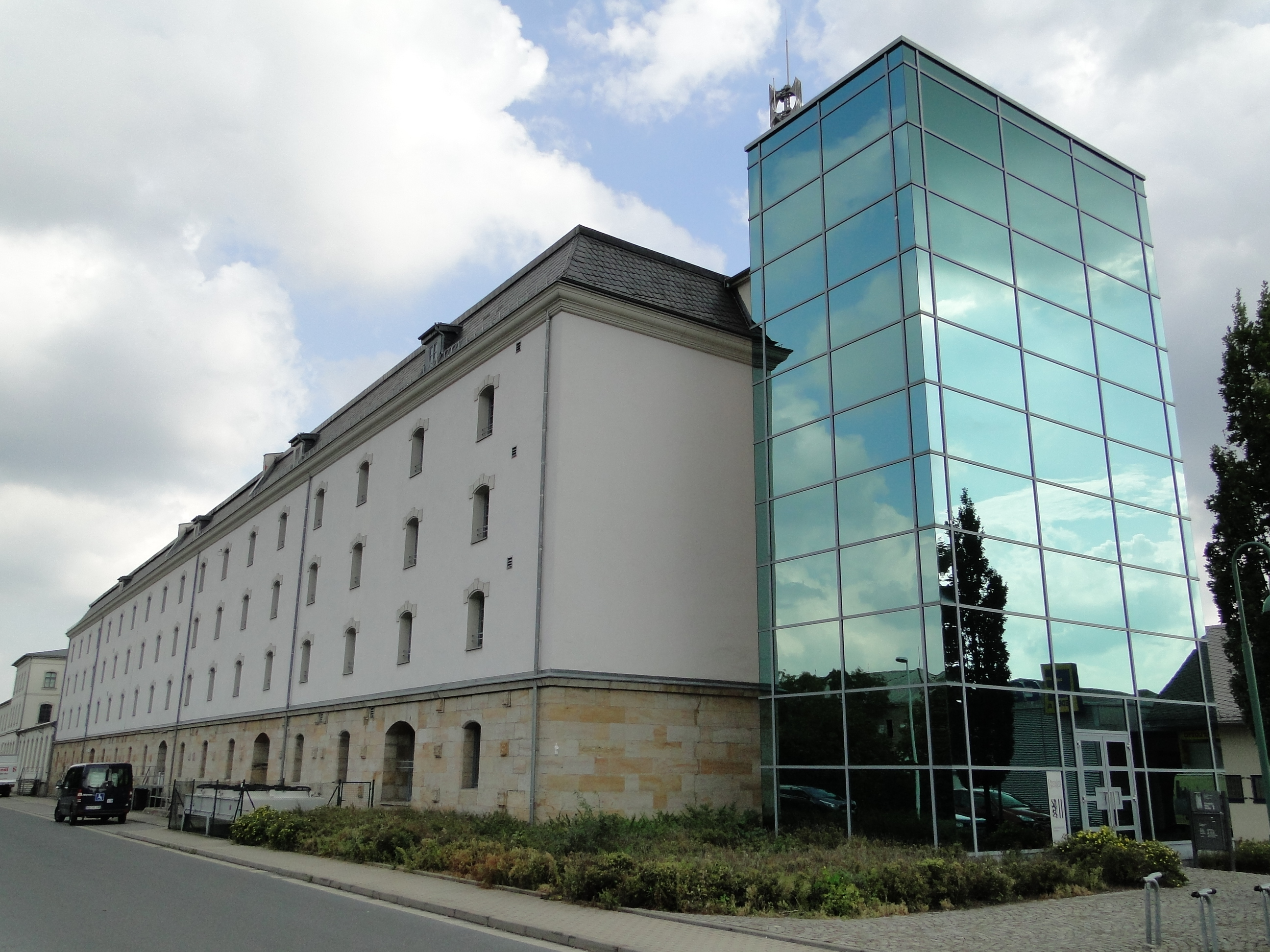
Gebäude des Stadtarchivs, Elisabeth-Boer-Straße 1/2

Das Stadtarchiv Dresden ist das Archiv der sächsischen Landeshauptstadt Dresden und eigenständiges Amt. Es zählt mit rund 54 Kilometern Bestand zu den größten und modernsten deutschen Kommunalarchiven und hat seinen Sitz in der Albertstadt.
Die der Arbeit des Stadtarchivs zugrunde liegenden Rechtsnormen sind in der Satzung der Landeshauptstadt Dresden für das kommunale Archivwesen (Archivsatzung) vom 29. Februar 1996 geregelt. Leitender Archivdirektor (Stand: 2023) ist Prof. Thomas Kübler.

## Aufgaben und Zuständigkeit
Das Stadtarchiv archiviert die Unterlagen aller städtischen Verwaltungsstellen, nachgeordneten Betriebe und Stiftungen sowie des Stadtrats. Gesonderte Vereinbarungen vorausgesetzt, archiviert es auch Sammlungen und Nachlässe aus Privatbesitz, Unterlagen von Zweckverbänden mit städtischer Beteiligung sowie Vereins-, Handwerks- und Firmenarchive. Neben der Übernahme des Archivguts gehören dessen Verwahrung, Pflege und Erhaltung sowie die Nutzbarmachung und Auswertung der Bestände zu den Aufgaben des Stadtarchivs. Die Aufgaben erstrecken sich auch auf Archivgut der Rechtsvorgänger der Stadtverwaltung sowie in der Zeit vom 8. Mai 1945 (Inkrafttreten der Kapitulation der Wehrmacht) bis zum 2. Oktober 1990 (letzter Tag der Deutschen Demokratischen Republik) auf Archivgut der ehemaligen staatlichen oder wirtschaftsleitenden Organe sowie der Betriebe, Genossenschaften und Einrichtungen, für die die Stadt zuständig war. Außerdem gilt dies für das Archivgut der Parteien, gesellschaftlichen Organisationen und juristischen Personen.
Alles über die Stadt hinausgehende Archivgut ist im Hauptstaatsarchiv Dresden zusammengetragen und wird gesondert verwaltet.

## Organisation
Das Stadtarchiv gliedert sich in zwei Abteilungen. Die Abteilung Auswertung ist unter anderem zuständig für die Bearbeitung von schriftlichen Bürgeranliegen und behördlichen Anfragen, die Benutzerbetreuung, Archivführungen, die Erarbeitung von Publikationen, die Beglaubigung von Sachverhalten aus Archivunterlagen, die Mikroverfilmung sowie für Schadensbewertungen und Beratung zu Schadensprävention und Gesundheitsschutz in Archiven. Zum Aufgabenbereich der Abteilung Vorfeld und Erschließung des Stadtarchivs gehören die Bereitstellung von Archivgut für die Forschung, die Erarbeitung der Behörden- und Bestandsgeschichte sowie Erwerb, Aufbereitung und Nutzbarmachung von archivwürdigem Sammlungsgut.

## Nutzung
Laut Archivsatzung hat jeder das Nutzungsrecht, der ein berechtigtes Interesse an dem Archivmaterial glaubhaft machen kann, sofern Vorschriften oder Vereinbarungen mit dessen Eigentümern oder sonstigen Berechtigten dem nicht entgegenstehen. Der Erhalt einer Benutzungsgenehmigung schließt Beratung, Einsichtnahme und Benutzung der Archivalien in den beiden Lesesälen ein. Die Lesesäle im Dachgeschoss des Archivgebäudes in der Elisabeth-Boer-Straße haben 30 Arbeitsplätze, an acht Plätzen können Interessenten sich das Material auf Mikrofilm/Mikrofiche ansehen. Der im dritten Obergeschoss gelegene Konferenzraum hat 120 Sitzplätze. Die Archivalien dienen hauptsächlich verwaltungsinternen Recherchen, rechtlichen, wissenschaftlichen, heimat- und familiengeschichtlichen Forschungen sowie sonstigen privaten Zwecken.

## Bestand

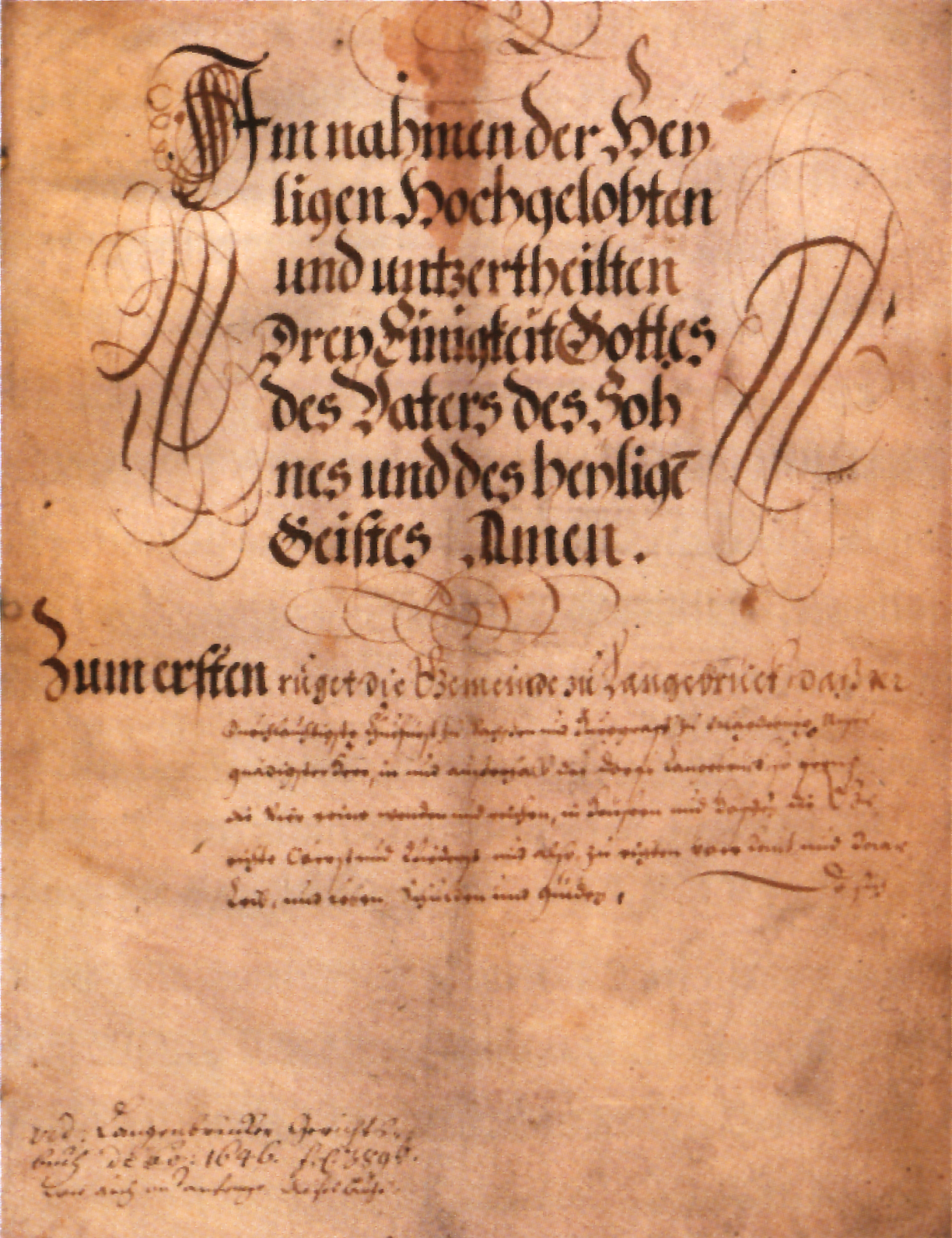
Dorfrügen von Langebrück, 1648, aus dem Bestand des Stadtarchivs

Der Gesamtbestand an Akten beträgt rund 45 Regalkilometer. Im Jahr 2020 gab es unter anderem mehr als 4200 Urkunden, rund 107.000 Karten, Pläne und Risse, 650.000 Ansichtskarten, Dias und Fotos, 43.000 Bücher, Zeitungen und Zeitschriften, 2500 Filme und Videoaufnahmen sowie jeweils rund 35.000 Mikrofilme, 3200 Tonträger und 40 TB digitale Medien. Es ist damit Deutschlands zweitgrößtes Kommunalarchiv. Ein großer Bestand an mittelalterlichen Urkunden (über 3000) und Akten befinden sich noch heute als Beutegut in Sonderarchiven in Moskau und St. Petersburg. 
Die älteste im Besitz des Stadtarchivs befindliche Urkunde hat Heinrich III., Markgraf von Meißen, am 27. März 1260 ausgestellt – rund ein halbes Jahrhundert nach der Ersterwähnung Dresdens im Jahr 1206. In der Urkunde erteilt der Markgraf den Dresdner Bürgern die Befugnisse, von ihren in die Stadt kommenden Schuldnern aus dem Ritterstand Pfänder abzunehmen und sie bis zur Begleichung der Ansprüche zu behalten. In einer weiteren Urkunde aus dem 13. Jahrhundert spricht Heinrichs Sohn Friedrich der Kleine am 24. November 1292 die Herabsetzung der Jahrbete der Stadt Dresden auf 60 Mark aus. Eindrucksvoll ist ein Ablassbrief mit 13 Siegeln, den ebenso viele Erzbischöfe und Bischöfe im September 1319 ausstellten. Er nannte Bedingungen, unter denen Gläubige der Dresdner Kreuzkirche eine Strafe für ihre Sünden vermeiden konnten – beispielsweise durch das Sprechen dreier Ave-Maria-Gebete beim Abendläuten mit gebogenen Knien oder durch finanzielle Beiträge an die Dresdner Brückenbaukasse.
Zu den alten Ratsurkunden im Bestand des Stadtarchivs zählen außerdem die Stadtbücher, deren ältestes den Zeitraum von 1404 bis 1436 erfasst. Die Stadtbücher dokumentieren alle vor dem Rat verhandelten nichtstreitigen Rechtsgeschäfte. Sie gehören somit zu den wichtigsten Objekten des alten städtischen Schriftwesens. Bestandteil des Stadtarchivs ist zudem ein äußerst seltener Band von Wachstafeln aus der Zeit von 1437 bis 1456. In die Tafeln ritzte der Stadtschreiber alljährlich die Ergebnisse des Stadthaushaltes und die Namen der Dresdner Neubürger ein.
Der Bestand gliedert sich in folgende Hauptgruppen:
- Ratsurkunden (1260–1941)
- Stadtverwaltung bis 1945
  - Ratsarchiv (1370–1940)
  - Landtagsvertretung (1480–1933)
  - Ratsämter und Geschäftsstellen (1642–1945)
  - Gerichte (1412–1951)
  - Rechnungsarchiv (1528–1944)
- Stadtverordnetenarchiv (1830–1935)
- Stadtverordnetenversammlung und Rat der Stadt 1945–1990
  - Stadtverordnetenversammlung und Rat der Stadt 1945–1953
  - Stadtverordnetenversammlung und Rat der Stadt 1953–1990
  - Betriebsgewerkschaftsleitung des Rates der Stadt (1945–1952)
- Bezirksverwaltungen, Stadtbezirksversammlungen und Räte der Stadtbezirke 1945–1990
  - Bezirksverwaltungen I–VII (1945–1948)
  - Stadtbezirksversammlungen und Räte der Stadtbezirke I–IX (1953–1957)
  - Stadtbezirksversammlungen und Räte der Stadtbezirke Süd, Nord, West, Ost, Mitte (1957–1990)
- Stadtverwaltung ab 1990
  - Ämter
- Gemeindeverwaltungen eingemeindeter Vororte (1542–1999)
- Betriebe und Einrichtungen (1826–1989)
  - Betriebe und wirtschaftliche Einrichtungen
  - Wissenschafts- und Kultureinrichtungen
  - Bildungseinrichtungen
  - Sozial- und Gesundheitseinrichtungen
- Bau- und Grundstücksakten
- Innungen
  - Innungsurkunden (1542–1934)
  - Innungsakten (1523–1943)
- Stiftungen (1842–1939)
- Vereine, Verbände und Gesellschaften (1664–1989)
- Genossenschaften (1903–1989)
- Sonderbestände (1940–1950)
- Nachlässe, Teilnachlässe und Nachlassfragmente
  - Nachlässe (1679–1949)
  - Teilnachlässe und Nachlassfragmente (1536–2009)
- Archivische Sammlungen
  - Kartensammlung (1579–heute)
  - Zeitgeschichtliche Sammlungen (1711–heute)
  - Sammlung Theaterzettel/Programmhefte (1813–heute)
  - Ortsmuseum Loschwitz (1693–1958)
  - Handschriftensammlung (1591–heute)
  - Bildarchiv (1890–1977)
- Bibliothek (16. Jh.–heute)
- Zwischenarchiv (1938–1989)
- Archiv der Kreuzschule und des Kreuzchores (1762–1989)
- Auftragsarchivierung

Die Bestände lagern bis auf zwei Hauptgruppen alle im selben Gebäude. Ein externes Sachgebiet des Stadtarchivs ist das Zwischenarchiv, in dem jene Unterlagen der Stadtverwaltung Dresden aus der Zeit ab 1990 gelagert werden, die zwar für den laufenden Dienstbetrieb nicht mehr benötigt werden, aber deren gesetzliche Aufbewahrungsfristen noch nicht abgelaufen sind. Zudem gehört zum Stadtarchiv als Außenstelle das Archiv der Kreuzschule und des Kreuzchores, der nicht zur Kreuzkirche gehört, sondern ebenfalls eine städtische Institution ist.

## Gebäude

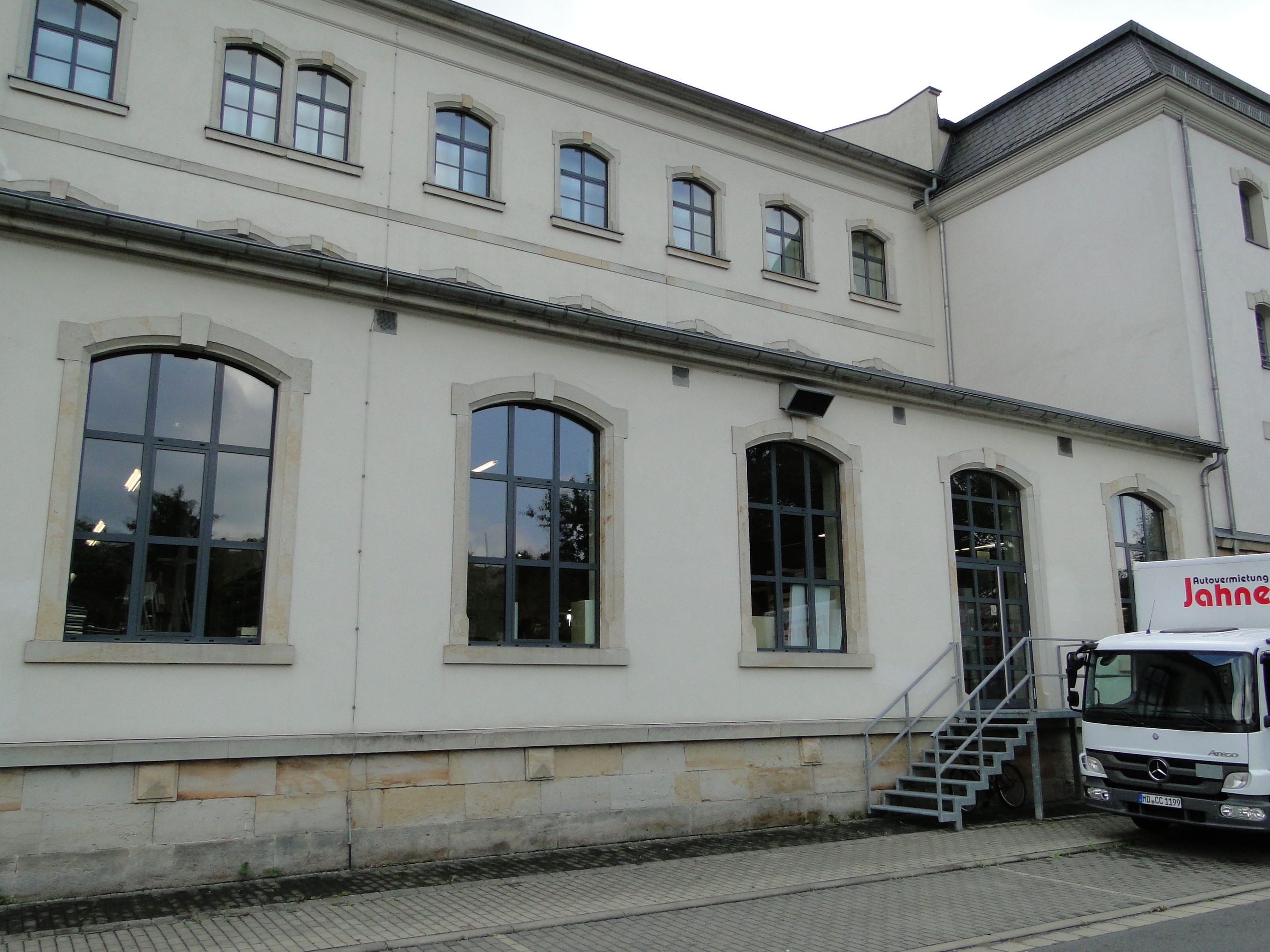
Gebäudeteil des Stadtarchivs, Elisabeth-Boer-Straße 2

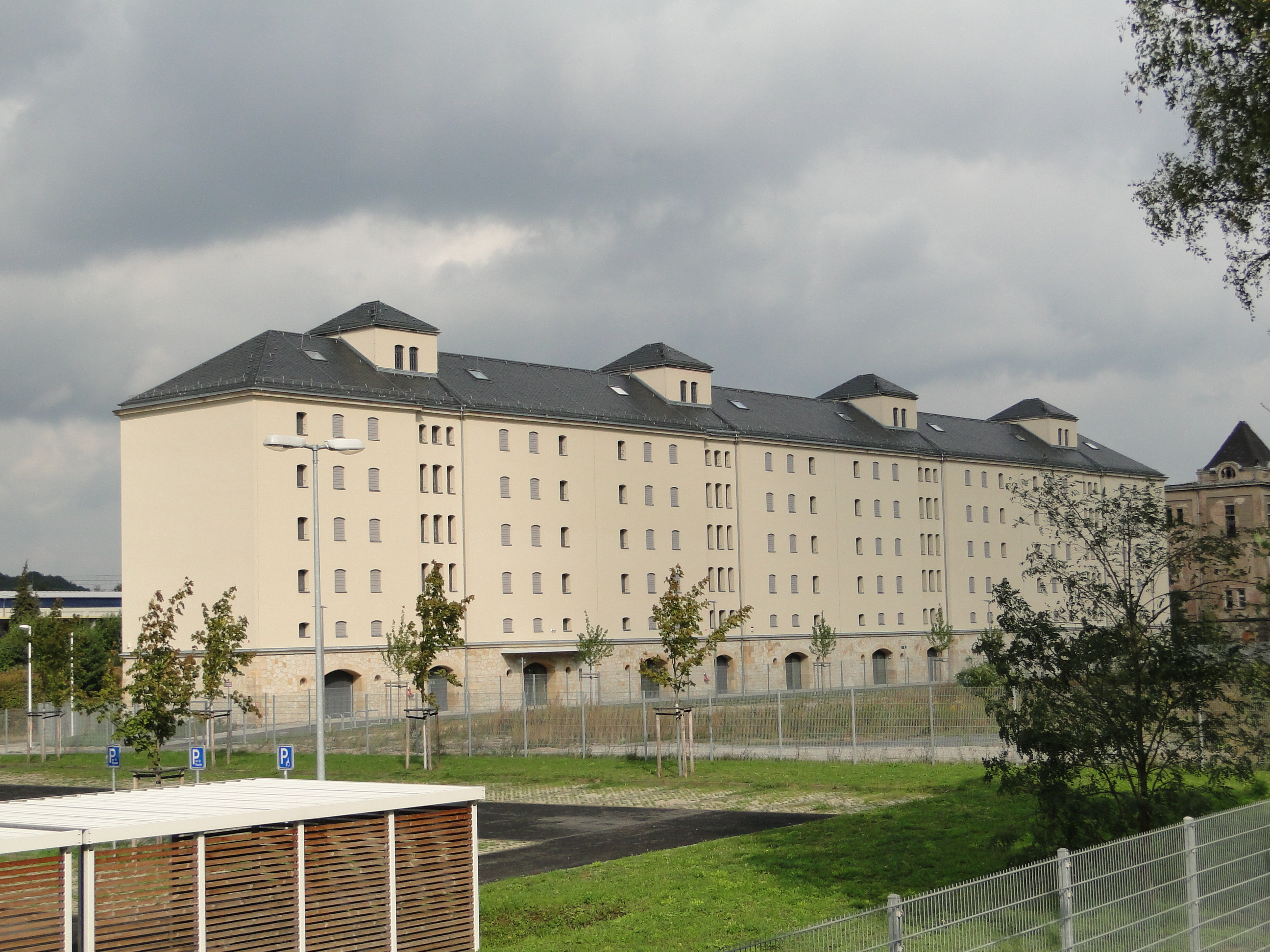
Gebäude des Zwischenarchivs, Elisabeth-Boer-Straße 7

Das Stadtarchiv hat seit Anfang 2000 seinen Sitz in einem ehemaligen Getreidespeicher der früheren Königlich-Sächsischen Heeresbäckerei. Das Gebäude steht an der Elisabeth-Boer-Straße 1/2 in der Albertstadt, unmittelbar neben der Bahnstrecke Görlitz–Dresden. Der in den 1870er Jahren errichtete relativ schlichte Neorenaissancebau diente früher als Teil des Provianthofs der Versorgung der albertstädtischen Kasernen und der kompletten Sächsischen Armee mit Backwaren. Sein südlich benachbartes Pendant wurde 2008 abgerissen. Ende der 1990er Jahre wurde das heutige Archivgebäude umfassend saniert. Ein Teil der alten Bausubstanz, darunter die originalen Eisenstützpfeiler und Balken, blieb erhalten.
Das Innere wurde modernisiert und in Funktionalität und Logistik auf die neue Nutzung als Archivbau zugeschnitten. Die Gesamtfläche beträgt 6000 Quadratmeter und umfasst öffentliche Bereiche wie Lesesäle, Konferenz- und Ausstellungsräume sowie interne Bereiche mit Magazinen, Werkstätten und Büroräumen. In den mit konstant 18 Grad Celsius und 40 % relativer Luftfeuchtigkeit klimatisierten Magazinen ist Raum für 20 Regalkilometer Akten. Zum Werkstattbereich gehören die Fotostelle, eine Buchbinderei und die Restaurierungswerkstatt. Beim Umbau wurde an der Südseite des historischen Gebäudes ein Glas-Stahl-Kubus angefügt, in dem das Haupttreppenhaus untergebracht ist. Um die Raumhöhe zu verringern wurden Zwischendecken eingezogen. Innenausbau und Gestaltung übernahmen die Deutschen Werkstätten Hellerau.
Nach zwei Jahren Bauzeit wurde im Mai 2012 zudem das an der Elisabeth-Boer-Straße 7 gelegene Zwischenarchiv mit weiteren 6500 Quadratmetern Nutzfläche übergeben. Mit 30 Regalkilometern Länge enthält es die größte zusammenhängende Regalanlage aller deutschen Stadtarchive. Die im Zwischenarchiv untergebrachten Materialien lagerten zuvor in den Depots Junghansstraße und Spenerstraße sowie im Neuen Rathaus.
Die Außenstelle mit dem Archiv der Kreuzschule und des Kreuzchores befindet sich im Gebäude der Kreuzschule an der Dornblüthstraße 4, dem ehemaligen Freimaurerinstitut in Striesen.
Die Gebäude in der Elisabeth-Boer-Straße, in der Dornblüthstraße sowie in der Marienallee sind denkmalgeschützt.

## Geschichte
Ende des 14. Jahrhunderts beaufsichtigte der in dieser Zeit erstmals erwähnte Dresdner Stadtschreiber im Rathaus an der Nordseite des Altmarkts die Aufbewahrung von Pergamenturkunden und Wachstafeln in der Harnischkammer des Rathauses. Dieses Ratsarchiv kann als Grundstock des heutigen Stadtarchivs und dieses somit als eine der ältesten Institutionen Dresdens gelten. Ab 1469 wurden die Stadtkasse und die Stadtbücher in einer Lade mit drei Schlüsseln im „gewolbe“ des Rathauses verwahrt. Deren Öffnung war demnach nur möglich, wenn der Kämmerer sowie die beiden schlüsselführenden Ratsherren anwesend waren.

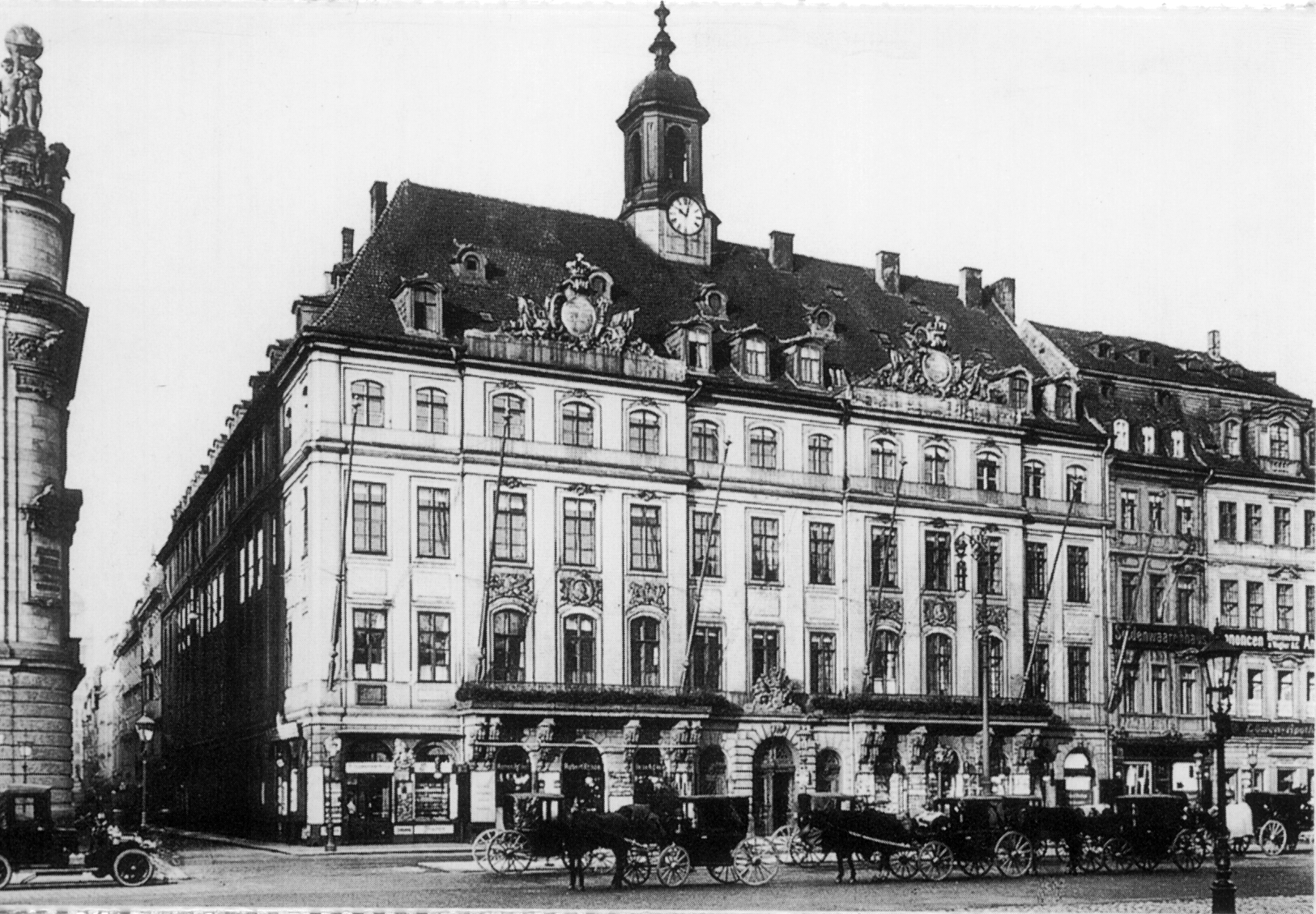
Altstädter Rathaus an der Westseite des Altmarkts, 1945 zerstört, Sitz des Ratsarchivs von 1709 bis 1910

Ein erstes Register zu den Stadtbüchern wurde 1517 aufgestellt; von 1601 bis 1604 legten die Stadtschreiber Hanemann und Reich erste Verzeichnisse über die damals vorhandenen Archivalien an. Im 17. Jahrhundert vernachlässigte der Rat allerdings die ordnungsgemäße Lagerung der Akten immer mehr. Für ältere Archivalien blieb nur noch auf dem Dachboden Platz. Seit 1709 befand sich das Ratsarchiv im zweiten Dresdner Rathaus auf der Westseite des Altmarkts, da der Vorgängerbau auf Befehl Augusts des Starken zwei Jahre zuvor abgerissen worden war. Ein städtischer Archivar mit Dienstreglement wird 1747 erstmals erwähnt.
Otto Richter wirkte von 1879 bis 1912 als Ratsarchivar. Er ließ 1880 das Ratsarchiv für wissenschaftliche Forschung und private Nutzung zugänglich machen, ein Jahr später wurde auch die Bibliothek des Rates der Stadt öffentlich. Ein selbständiges städtisches Amt, das für Ratsarchiv und Stadt-Bibliothek zuständig war, bildete sich ab 1881 heraus. Ab 1891 leitete Richter das Ratsarchiv, die Stadtbibliothek und das Stadtmuseum. In diese Zeit fielen auch die ersten Eingemeindungen nach Dresden, weshalb das Ratsarchiv bis 1902 bereits 18 Gemeindearchive übernommen hatte. Ab 1902 wurde im Ratsarchiv eine Chronik zur Dresdner Stadtgeschichte geführt.
Ratsarchiv und Stadtbibliothek zogen 1910 ins neugebaute Neue Rathaus am heutigen Dr.-Külz-Ring um; den Lesesaal im ersten Stockwerk nutzten sie gemeinsam. Seit 1919 sind Stadtmuseum, Ratsarchiv und Stadtbibliothek in der Verwaltung voneinander getrennt. Von 1919 bis 1945 wirkte Georg Hermann Müller in Personalunion als Direktor von Ratsarchiv und Stadtbibliothek. Mit der Übernahme des Stadtverordnetenarchivs 1936 wurde das Ratsarchiv in Stadtarchiv Dresden umbenannt. Da die Gefahr von Luftangriffen zunahm, wurden ab 1943 Teile des Archivbestands ausgelagert. Die Luftangriffe auf Dresden im Februar 1945 führten zur Zerstörung des Rathauses und damit zu schweren Schäden im Stadtarchiv.

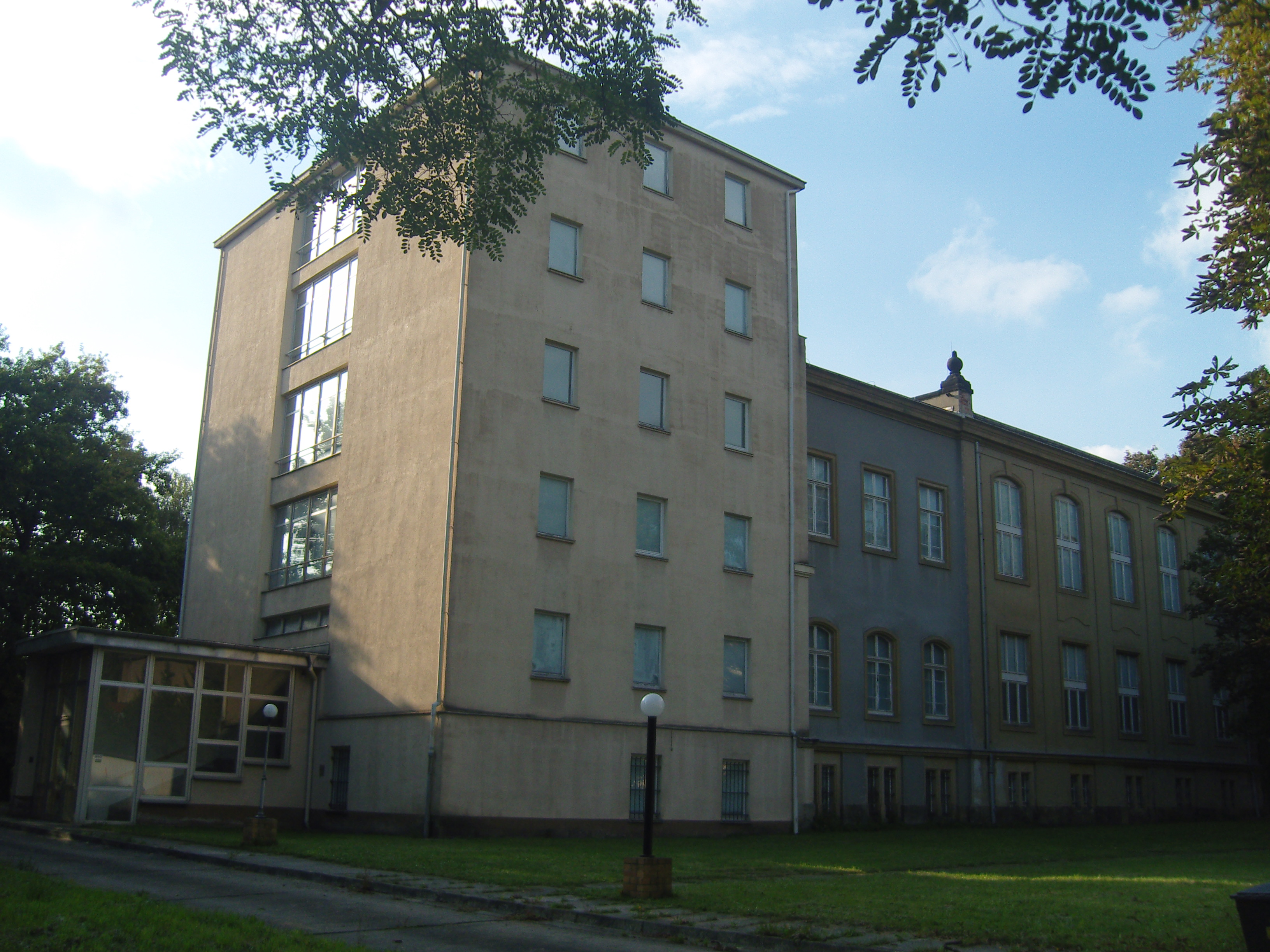
Heeresarchivgebäude an der Marienallee 3 mit Anbau, Sitz des Stadtarchivs von 1946/47 bis 1999/2000

Ab 1946 bezog das Stadtarchiv schrittweise das ebenfalls kriegsgeschädigte, 1897/98 errichtete Gebäude des ehemaligen sächsischen Kriegs- und Heeresarchivs an der Marienallee 3 in der Dresdner Albertstadt. Dort wurde 1953 ein Lesesaal eröffnet. In der Zeit von 1951 bis 1956 war Elisabeth Boer Archivleiterin. Rekonstruktionsarbeiten am zerstörten Teil des Archivgebäudes begannen 1973. Der Archivanbau mit neuen Arbeitsräumen und modernerem Magazin wurde 1991 fertiggestellt. Im Jahr 1994 erschien ein erster Archivführer. Das Stadtarchiv übernahm 1995 das Zwischenarchiv der Dresdner Stadtverwaltung und 2005 das Medizinische Facharchiv. Ab Ende 1999 zog es an seinen jetzigen Standort um. Von 2003 bis Dezember 2011 hatte der Verein Frauenstadtarchiv e. V. seinen Sitz im Stadtarchiv, beide kooperieren darüber hinaus miteinander. 2009 eröffnete das Kreuzschularchiv nach umfassender Rekonstruktion wieder, von 2010 bis 2012 wurde ein Gebäude auf dem Heeresbäckereigelände für das Zwischenarchiv umgestaltet.

## Ausstellungen und Veranstaltungen

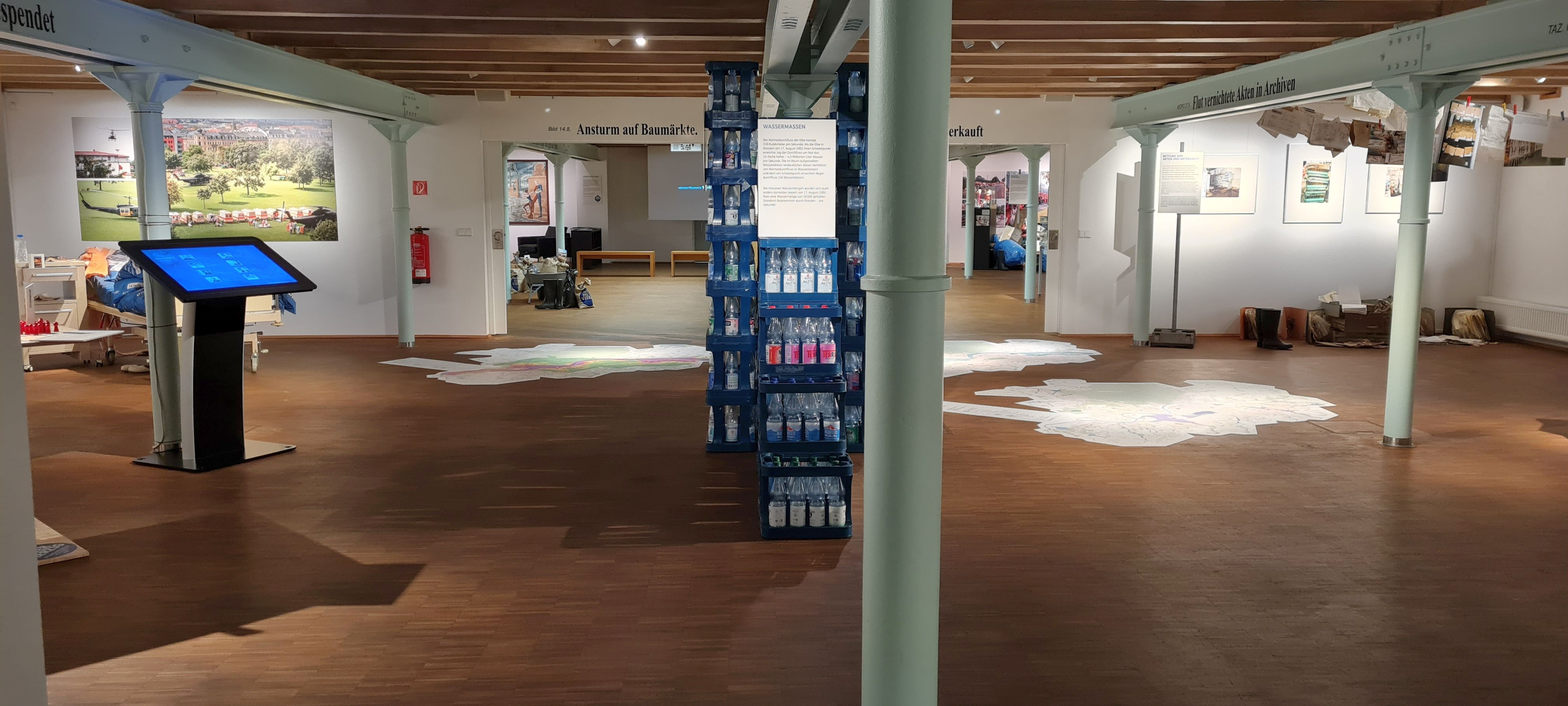
Ausstellungsraum im 3. Obergeschoss

Das Stadtarchiv Dresden ist regelmäßiger Veranstalter von wissenschaftlichen Vorträgen und Seminaren. Ein Galeriebereich und das Treppenhaus des Gebäudes dienen als Orte für Ausstellungen von Kunstwerken oder zu stadtgeschichtlichen Themen.
Am 21. September 2012 veranstaltete das Stadtarchiv unter dem Titel „Varia et Curiosa“ erstmals eine Lange Nacht.
Im Jahr 2015 fanden acht Ausstellungen statt, darunter die hauseigene Fachausstellung zum 10. Weihejubiläum der Frauenkirche, die über 5000 Besucher sahen. Die erfolgreichste Fachausstellung der vergangenen Jahre war die Kooperation mit der TU Dresden zur Tafelkultur in Sachsen, mit über 10.000 Besuchern. Jährlich mehr als 60 Vorträge, Buchlesungen und ähnliche Veranstaltungen ergänzen das Angebot.

## Publikationen
- Arbeiten aus dem Ratsarchiv und der Stadtbibliothek, Schriftenreihe, Dresden, 1919–1939.
- Das neue Stadtarchiv Dresden, Festschrift aus Anlass der Einweihung des neuen Stadtarchivs, Dresden, 2000.
- Edition der Dresdner Stadtbücher (1404–1600), ab 2007.[11]
- stadtgeschichtliche Publikationen in div. Periodika

## Bibliothek des Stadtarchivs

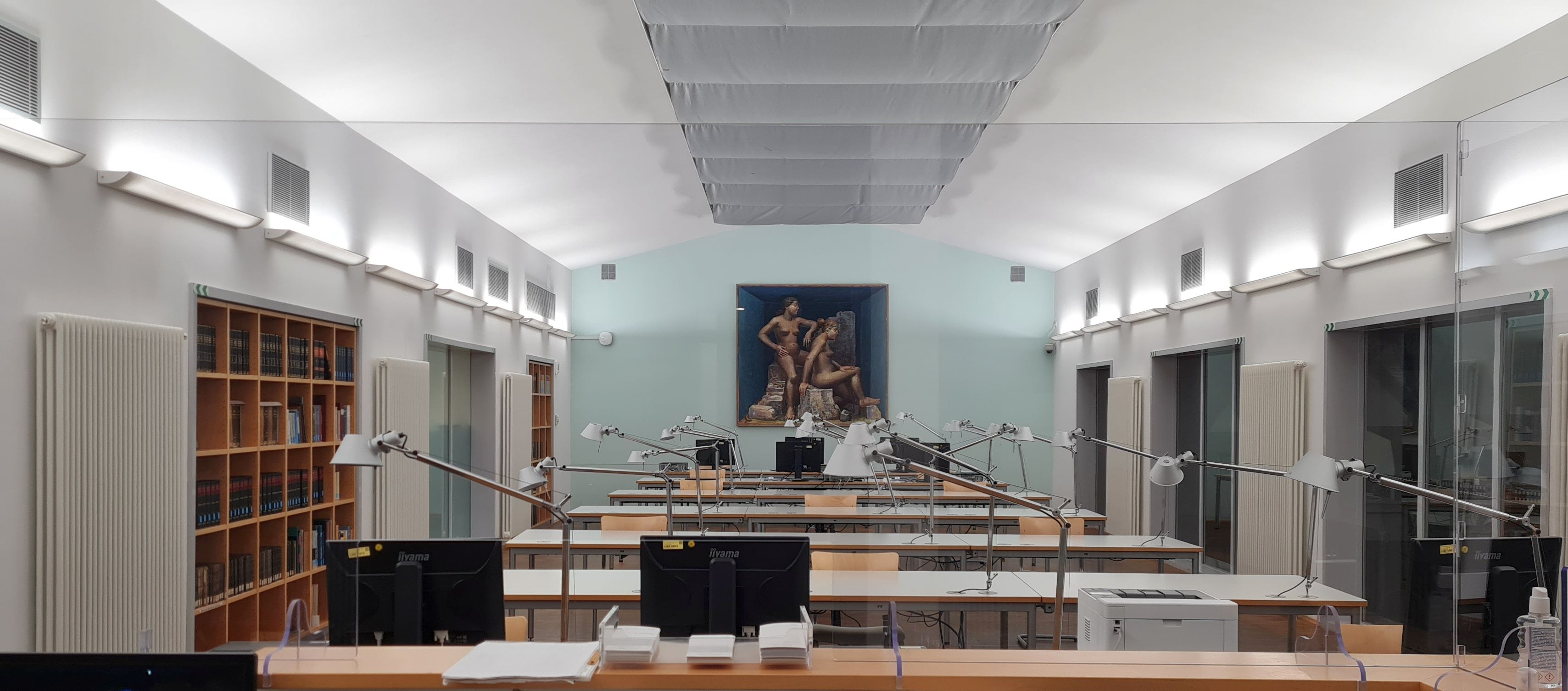
Lesesaal Elisabeth-Boer-Straße 1

Die Bibliothek des Stadtarchivs ist eine öffentlich zugängliche Dienstbibliothek für Mitarbeiter des Stadtarchivs. Sie wurde 1408 erstmals erwähnt, diente zunächst als Handbibliothek des Stadtrates und bis ins 19. Jahrhundert nur Verwaltungszwecken. Im Jahr 1838 wurde nahezu der gesamte Bestand verkauft und beschlossen, eine neue Ratsbibliothek anzuschaffen. Deren Bestand vermehrte sich rasch; unter Otto Richter wurde sie am 3. Oktober 1881 als Stadtbibliothek mit einem Bestand von damals etwa 11.000 Bänden der Öffentlichkeit zugänglich gemacht. Bis zum Zweiten Weltkrieg wuchs der Bestand auf 290.000 Bände an. Durch die Luftangriffe auf Dresden gingen 90 % des Bestandes und fast alle Kataloge verloren.
Übrig blieben die fast unversehrten Abteilungen zur Geschichte Dresdens und zur Städtegeschichte, Zeitungen und Zeitschriften sowie Vereinsbibliotheken. Nach Kriegsende kamen zahlreiche Neuzugänge hinzu, so von aufgelösten Behörden- und Schulbibliotheken und enteigneten Schloss- und Privatbibliotheken. Weder dies noch der Erwerb von Neuerscheinungen oder der Ankauf antiquarischer Werke konnte die Kriegsverluste ausgleichen. Bis Anfang 1948 wuchs der Bestand noch einmal auf 70.000 Bände an. Durch Beschluss vom 11. September 1951 löste der Rat die Stadtbibliothek auf. Ein Großteil des Bestands ging an die Sächsische Landesbibliothek, die Städtische Bücherei und an ein Antiquariat. Eine Petition führte dazu, dass das Stadtarchiv einen Teil des Bestands als unentbehrlichen wissenschaftlichen Handapparat behielt.